# Orazio Spínola
Orazio kardinal Spínola, italijanski rimskokatoliški duhovnik, škof in kardinal, * 1547, Genova, † 24. junij 1616.

## Življenjepis
20. decembra 1600 je bil imenovan za nadškofa Genove.
11. septembra 1606 je bil povzdignjen v kardinala.